# Valet de carreau
Pour les articles homonymes, voir Valet de Carreau et Le Valet de carreau.
Le valet de carreau est une carte à jouer.

## Caractéristiques
Le valet de carreau fait partie des jeux de cartes utilisant les enseignes françaises. En France, on le retrouve dans les jeux de 32 cartes, de 52 cartes et de tarot. Un valet et un carreau, il s'agit d'une figure.
Son rang habituel est situé entre le dix de carreau et la dame de carreau (ou le cavalier de carreau au tarot). Il est généralement la plus faible des figures de carreau. Toutefois, comme pour les autres valets, certains jeux (comme la belote, l'euchre ou le Karnöffel (en)) peuvent promouvoir le valet de carreau au plus haut rang s'il s'agit d'un atout.
Dans les enseignes latines, son équivalent est le valet de denier ; dans les enseignes allemandes et suisses, il s'agit de l'Unter de grelot (Schellenunter ou Schellenunder).

## Représentations
Comme les autres valets, le valet de carreau représente un personnage, typiquement un homme en costume associé à l'Europe des XVIe et XVIIe siècles, peut-être un domestique, un cavalier à pied ou un écuyer. Les représentations régionales du valet de carreau, si elles sont relativement similaires, diffèrent néanmoins significativement sur les détails.
Dans les cartes vendues en France, le valet de carreau est un homme d'allure jeune, imberbe, aux cheveux blancs descendant sur la nuque. Son visage est tourné vers la droite de la carte, le seul valet qui soit représenté de profil. Ses habits sont rouges, bleus et dorés, et il est coiffé d'un chapeau rouge. Le dos de sa main droite repose sur sa hanche. Les figures des cartes françaises sont à portrait double, symétriques par rapport à la diagonale, et le valet de carreau suit cette représentation.
Dans les cartes anglaises, souvent utilisées au poker, le visage du valet de carreau est légèrement tourné vers la gauche de la carte. Il est imberbe et ses habits sont rouges, jaunes et noirs. Il tient une épée par la lame dans sa main gauche (l'objet est dessiné verticalement sur le côté droit de la carte).
Dans les cartes allemandes, le valet de carreau est un homme portant barbe et moustache, tenant une hallebarde dans sa main gauche. Cette représentation se retrouve pour le valet de carreau du tarot nouveau utilisé en France pour le jeu de tarot.
Les cartes italiennes faisant usage des enseignes françaises représentent le valet de carreau de diverses façons. Dans le jeu génois, il ressemble fortement au portrait français. Le jeu lombard le représente avec une moustache, le visage tourné vers la droite, la main sur une hallebarde. Le jeu piémontais reprend cette représentation, mais avec un personnage imberbe. En Toscane, il est représenté en pied avec barbe et moustache blondes, un habit bleu et des chausses jaunes ; sa main droite tient son épée ; sa main droite est légèrement levée.
Si la variante indique la valeur des cartes dans les coins, celle du valet de carreau est reprise en rouge par l'initiale du mot dans la langue correspondante (« V » pour « valet » en français, « J » pour « jack » en anglais, « B » pour « Bube » en allemand, etc.).
De façon unique, chacune des figures des cartes françaises porte un nom, inscrit dans un coin, dont l'origine et la signification sont incertaines,. Le valet de carreau est appelé « Hector » ; la référence n'est pas claire : Hector, héros de la guerre de Troie, ou Hector de Galard de Brassac grand maréchal des logis de la cour de Louis XI et compagnon de Jeanne d'Arc (de façon similaire à « Lahire », nom du valet de cœur qui peut se rattacher au surnom d'Étienne de Vignolles, autre compagnon de Jeanne d'Arc) ou encore Hector des Mares, demi-frère de Lancelot du Lac et héros de la légende arthurienne (de manière similaire à « Lancelot », autre personnage arthurien dont le nom est attribué au valet de trèfle).

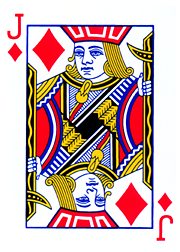
Valet de carreau, portrait anglais, jeu de poker.
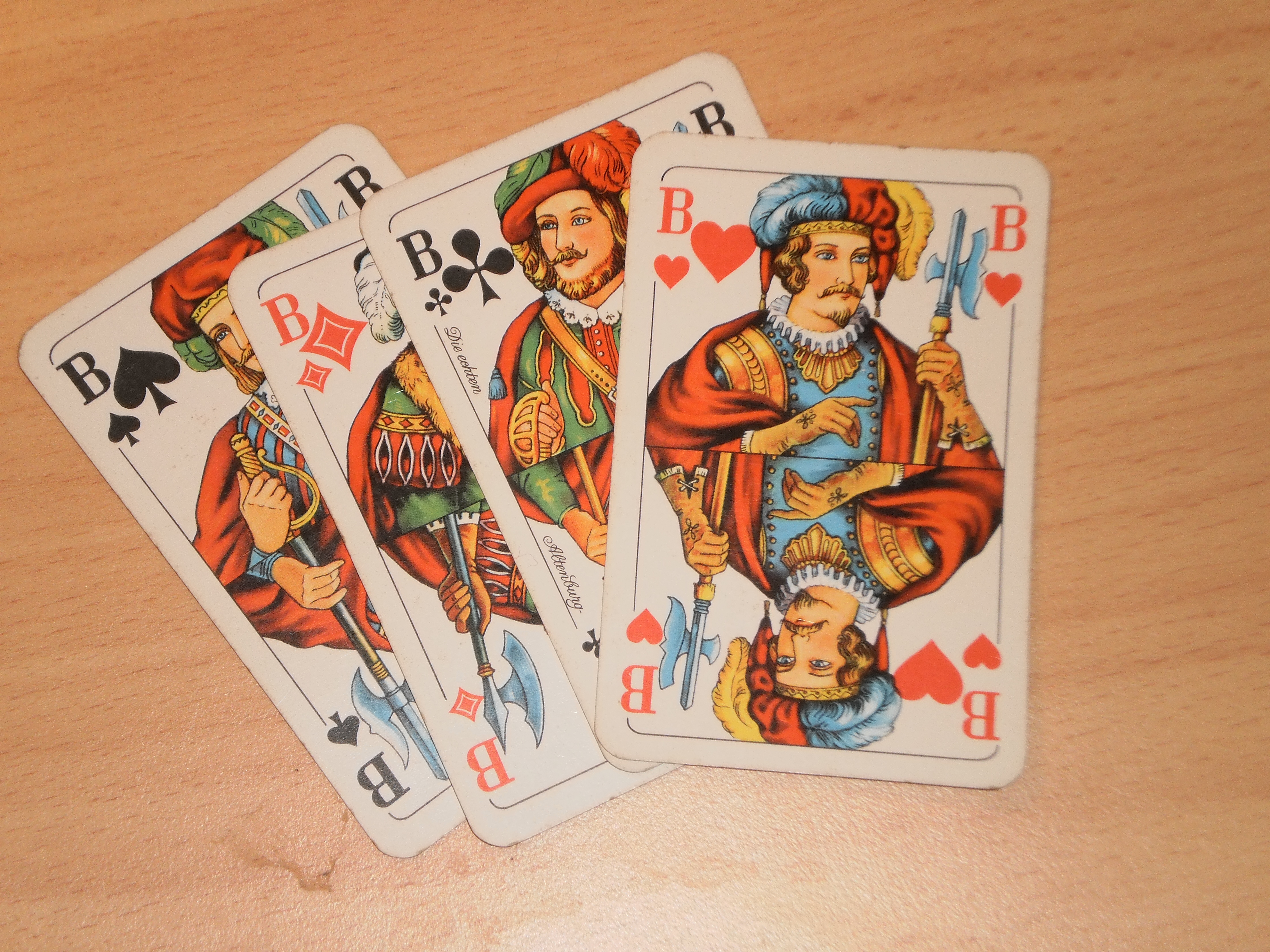
Quatre valets, portrait allemand.
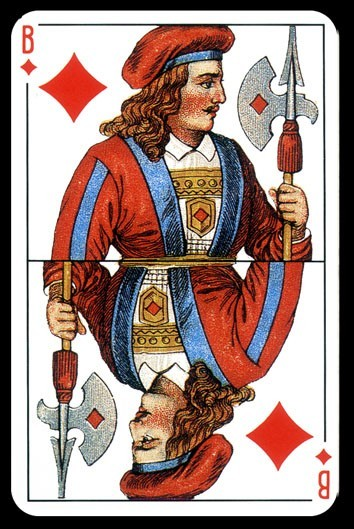
Valet de carreau, carte russe.
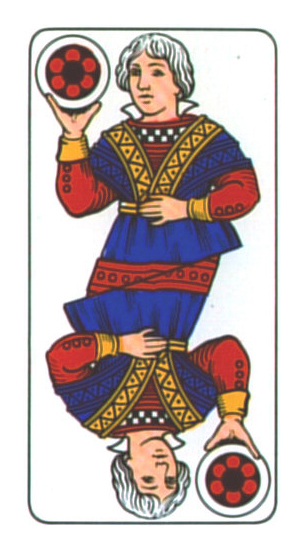
Valet de denier, enseignes latines, portrait de Bergame.

## Historique
Les premières cartes à jouer éditées en Europe ne comportent aucune des enseignes rencontrées dans les jeux français contemporains. Les enseignes latines (bâtons, deniers, épées et coupes) sont probablement adaptées des jeux de cartes provenant du monde musulman,. Les enseignes françaises sont introduites par les cartiers français à la fin du XVe siècle, probablement par adaptation des enseignes germaniques (glands, grelots, feuilles et carreaux). Les enseignes françaises procèdent d'une simplification des enseignes précédentes, permettant une reproduction plus aisée (et donc un moindre coût de fabrication). L'enseigne de carreau pourrait trouver son origine dans celle de denier, ronde, transformée en grelot dans les enseignes germaniques, également ronde, puis débarrassée de ses détails et redressée en carré.
Les figures des premiers jeux de cartes européens sont le roi, le cavalier et le fantassin (« fante » en italien) ou valet. La plupart des jeux régionaux conservent cette distinction entre cavalier et valet (les jeux allemands, les désignent comme valet supérieur, Ober, et valet inférieur, Unter). Les jeux français remplacent parfois le cavalier par la dame mais conservent le valet.

## Informatique
Le valet de carreau fait l'objet d'un codage dédiée dans le standard Unicode : U+1F0CB, « 🃋 » (cartes à jouer) ; ce caractère sert également pour le valet de denier

## Culture
Dans le film britannique Sept psychopathes (2012), le premier psychopathe laisse un valet de carreau sur chacune de ses victimes.